# Reisebüro

Reisebüros im Flughafen München (2006)

Ein Reisebüro (häufig auch als Reiseagentur bezeichnet) ist eine Unternehmensform im Tourismus. Es bietet alle Formen der Urlaubs- und Geschäftsreisen an. Dabei kann es als Reiseveranstalter oder als Reisevermittler auftreten. In der Baukastentouristik unterstützen Reiseberater den Kunden bei der Auswahl und Zusammenstellung von Reiseangeboten und können hierbei im Gegensatz zu Pauschalreisen auf die individuellen Bedürfnisse des Kunden eingehen.

## Leistungsträger
- Reiseveranstalter
- Fluggesellschaften
- Beförderungsunternehmen (z. B. Eisenbahnverkehrsunternehmen, Autovermieter, Reedereien, Busunternehmen)
- Versicherungsunternehmen (Reiseversicherungen)
- Beherbergungsunternehmen

## Umsatz- und Ertragsentwicklung
Für die Vermittlung von Aufträgen erhalten Reisebüros je nach ihrem Status Provision von den jeweiligen Leistungsträgern, die zwischen 4 % und 13 % des Reisepreises liegen, in Ausnahmefällen auch höher oder niedriger (Eisenbahn) ausfallen können. Dabei werden große Umsatzvolumen am Jahresende durch sogenannte Overridings in Form von einem erhöhten Provisionssatz zusätzlich abgegolten.
In den letzten Jahren hat sich hier auch eine Entwicklung angebahnt, die Umsatzrückgänge in einem Jahr mit Provisionsrückzahlungen oder -kürzungen im nächsten Jahr nach sich ziehen, das so genannte ‚Malus-System‘. Damit versuchen große Reiseveranstalter die Umsätze auf sich zu steuern. Dieses System birgt auch für die Konsumenten Nachteile, denn das Reisebüro ist dadurch gezwungen, die Produkte eines oder weniger Leitreiseveranstalter bevorzugt anzubieten, um die Umsatz- und Provisionsvorgaben erfüllen zu können. Jedoch scheint 2007 hier schon wieder eine Trendwende einzusetzen, da sich eben Kundenwünsche nicht alleine durch Bestrafung oder Belohnung bei Provisionen steuern lassen.
Seit den 1960er Jahren wuchsen Umsatz und Passagierzahlen jährlich. Dadurch konnten Reisebüros, wie die Tourismusbranche insgesamt, bis zu den Terroranschlägen am 11. September 2001 mit guten Renditen rechnen. Danach durchlebte die Branche einen tiefgehenden Wandel mit teils erheblichen Umsatzrückgängen, aber auch Einbußen oder gar völligem Wegfall von Einkünften (wie zum Beispiel den Provisionen bei Flugtickets).
Diese Entwicklung wird durch weitere Faktoren verschärft:
- Zunahme der Arbeitslosigkeit
- Konsumzurückhaltung, Verunsicherung, Zukunftsangst
- das rasante Wachstum der Kommunikationsmöglichkeiten (Internet, Fax, Telefonie)
- Änderungen im Kaufverhalten der Konsumenten – Abnehmen der Treue zum Stammreisebüro

Veranstalter und Fluggesellschaften suchen nach neuen und kostengünstigeren Vertriebswegen wie
- Internetauftritte (Kunden können direkt bei Leistungsträgern buchen)
- Reisekanäle im TV
- Callcenter
- Absatzwege von Reisen z. B. über Supermärkte

Damit geht das Reiseveranstaltergeschäft teilweise am Reisebüro vorbei.

## Null-Provision im Luftverkehr
2003 kündigte die Lufthansa als erster bedeutender Partner im Tourismus den Reisebüros den traditionellen Vermittlerstatus auf. Vermittlerstatus bedeutet für den Wiederverkäufer, er erhält vom Handelsherren für seine Vermittlungstätigkeit eine Provision.
Seitdem sind die Reisebüros gezwungen, die Flugtickets bei der Fluggesellschaft netto einzukaufen (was bedeutet, dass das Reisebüro keine Provision mehr von der Lufthansa erhält) und mit einem Aufschlag (Serviceentgelt, Bearbeitungsgebühr, Buchungsgebühr, Handling-Fee) an den Kunden weiter zu verkaufen. Der Aufschlag ist notwendigerweise zu erheben, damit das Reisebüro seine eigenen Kosten (Telefonkosten, Miete für die Computer-Terminals etc.) weiterhin decken und so sein weiteres Bestehen in der Wirtschaft sichern kann. Der ursprüngliche Gedanke der Servicegebühr fand auch schnell Einzug bei Online-Reiseportalen, speziell bei Flugportalen. Während einige EU-Staaten gegen die Intransparenz dieser Gebühren Sanktionen verhängen, fehlt in Deutschland eine weitgehende behördliche Regulierung.
Ein großes Konfliktpotential birgt die Tatsache, dass Fluggesellschaften ihre Tickets im Direktverkauf (Callcenter, Internet) teilweise preiswerter anbieten, als dies einem Reisebüro möglich ist. Eine Einschränkung hierbei ist, dass sie jeweils nur ihre eigenen Verbindungen und Preise anbieten können und nicht wie Reisebüros, auch Tarife anderer Fluggesellschaften auf einen Blick in ihren Computersystemen sehen können.
Bei dieser Entwicklung spielte die Lufthansa lediglich eine Vorreiterrolle. 99 % der Fluggesellschaften haben sich mittlerweile dieser Praxis angeschlossen. Auch die Deutsche Bahn AG hat den Reisebüros mit DB Agenturen die Grundprovision seit Anfang 2005 auf 6 % reduziert und Anfang 2023 für die meisten Reisebüros gestrichen. Agenturen erheben einen Teil der entgangenen Provision vom Kunden, in Form von Serviceentgelten.

## Computersysteme im Reisebüro
Reservierungssysteme
Wichtige Reservierungssysteme auf dem deutschen Markt sind gegenwärtig noch Amadeus (ehemals START – Marktführer in Deutschland) mit der Flugbuchungsmaske „AMADEUS Air“ und der Touristikbuchungsmaske „TOMA“. Daneben gibt es weitere Buchungssysteme, beispielsweise MySabre+merlin, Worldspan oder Galileo.
Preisvergleichssysteme
Darüber hinaus gibt es Hilfssysteme, wie Traffics Cosmo, Bistro Portal oder LM-PLUS, die Preisvergleiche ausführen, noch buchbare Angebote herausfiltern und den Urlaubswünschen der Kunden entsprechende Reisen und Reisebausteine bei verschiedenen Veranstaltern finden.

## Arten von Reisebüros

### Vollreisebüro

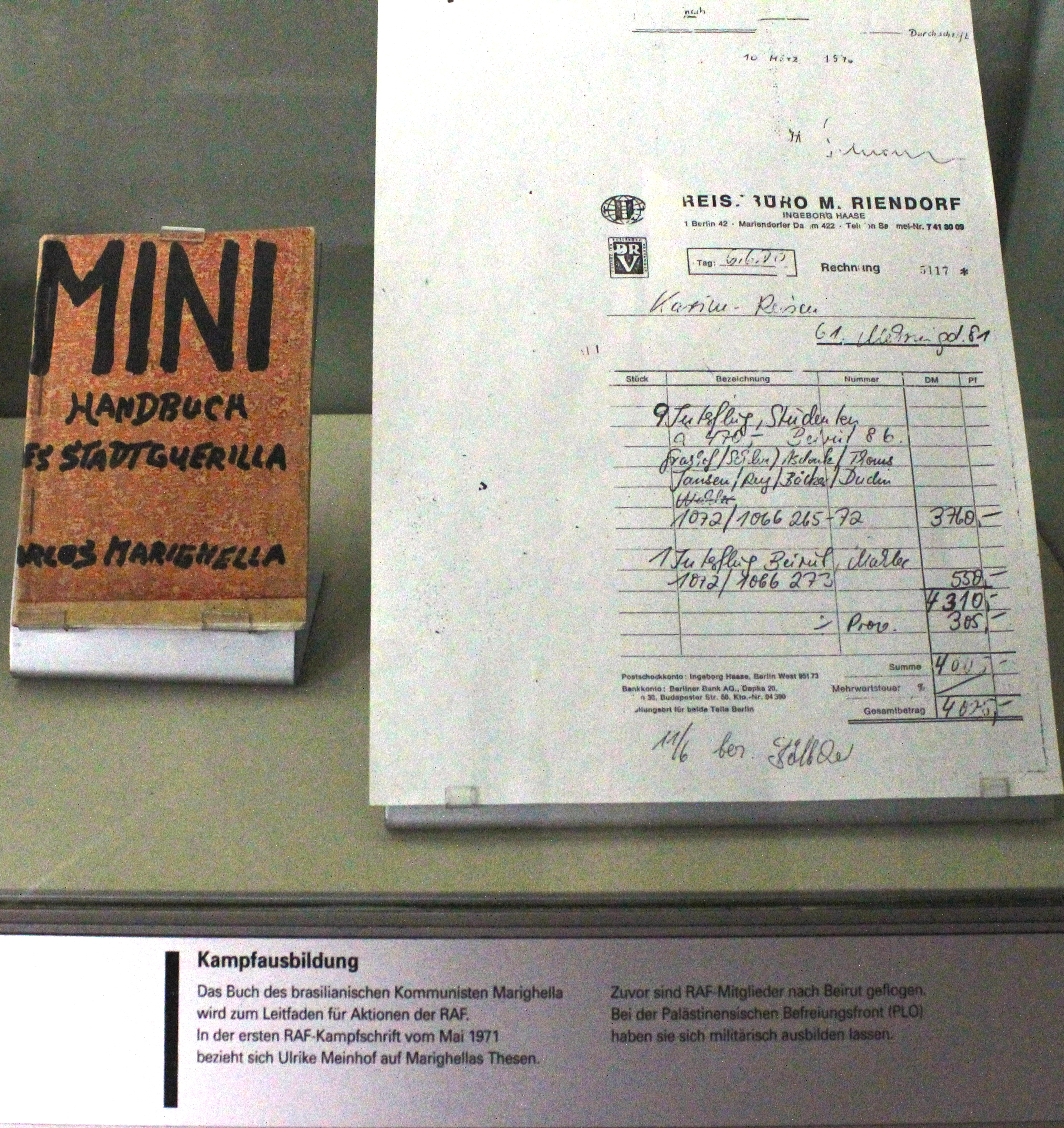
Quittung eines West-Berliner Reisebüros für RAF-Mitglieder zur Flucht nach Jordanien, ausgestellt im Haus der Geschichte (1970)

Volle Lizenzierung: IATA, Bahn, DER sowie mindestens ein Leitveranstalter. Das Vollreisebüro verkauft also neben den normalen Reisen/Pauschalreisen, auch Linienflugscheine und Bahnwerte. Das Vollreisebüro vertritt außerdem meist einen Großveranstalter wie TUI, DER Touristik oder Thomas Cook sowie viele kleinere Reiseveranstalter. Zahlreiche Vollreisebüros treten auch selbst als Reiseveranstalter auf und haben manchmal einen eigenen Reisekatalog.
Merkmale: oft Kettenreisebüro, Jahresumsatz je nach Lage und Kettenzugehörigkeit ca. 1,5 Millionen Euro, kann auch hohen Umsatzanteil mit Geschäftskunden haben.

#### Touristik-Reisebüro
Die Vermittlungsleistung beschränkt sich auf die Angebote der Reiseveranstalter und anderen Leistungsträgern wie Hotels, Fluglinien oder Reiseversicherungen. Sie können auch über eine IATA (Berechtigung zur eigenen Ausstellung von Flugscheinen) verfügen.

#### Reisebüroketten
Wie in anderen Bereichen der Wirtschaft hat vor Jahren die Kooperation auch in der Reisebranche begonnen. Der ursprüngliche Zweck dieser Zusammenschlüsse war es, bessere Einkaufsbedingungen bei den Leistungsträgern zu erhalten („Gemeinsam sind wir stark!“). Doch reichte bei vielen die finanziellen Reserven nicht für das Überleben aus und so wurde ein Teil der bestehenden Reisebüroketten von den großen Reiseveranstaltern aufgekauft und in deren Vertriebsnetz integriert und weiter ausgebaut.
So teilen sich drei große Reisebüroketten im Privatkundengeschäft mehr als 2/3 des Umsatzes. Zu den Marktführern zählen:
- die Vertriebsmarken der REWE-Touristik – circa 600 Reisebüros der Marken DER Reisebüro, DERPART und ATLASREISEN zuzüglich ca. 1200 Kooperationsreisebüros
- TUI Leisure Travel mit Reisebüros der Marken Hapag-Lloyd, FIRST, TUI Reisecenter und deren Franchise- und Kooperationspartner
- Thomas Cook/Neckermann sowie deren Franchise- und Kooperationspartner

### Buchungsstelle
Sie sind dadurch charakterisiert, das sie vornehmlich Reisen des eigenen Veranstalters verkaufen, jedoch über Agenturverträge mit anderen Reiseveranstaltern verfügen. Es können zwei Typen von Buchungsstellen unterschieden werden:

#### Die unternehmenseigene Buchungsstelle eines Reiseveranstalters
Zum Beispiel Verkaufsbüro eines Sportreiseunternehmens, hier wird im direkten Vertrieb die Leistungen des Reiseveranstalters vertrieben.

#### Reiseabteilungen in branchenfremden Unternehmen
Tankstellen, Banken, Buchclubs, Lottoannahmestellen und andere.

### Consolidator
Die Tätigkeit eines Consolidators umfasste bis vor wenigen Jahren unter anderem den Verkauf von so genannten Graumarkttickets. Dies sind Linienflugtickets, die „inoffiziell“, aber mit Duldung der Anbieter, zu Sondertarifen unterhalb der staatlich genehmigten Flugpreise verkauft werden.
Durch die rasante Veränderung am Flugpreismarkt (die Freigabe aller Preise bedeutet den Wegfall der Genehmigungspflicht innerhalb des gesamten europäischen Flugverkehrsgebietes) haben inzwischen Graumarkttarife ihren Stellenwert verloren. Für Langstreckenverbindungen wurden sie durch zwei neue Tarife ersetzt: dies sind verhandelte Nettotarife zwischen Consolidator oder Kette oder auch großen Unternehmen auf der einen Seite und Fluggesellschaften auf der anderen und Tarife, die nur zusammen mit dem Verkauf einer Landleistung (z. B. Unterkunft, Mietwagen) gelten.
Trotzdem haben Consolidatoren durchaus noch ihre Daseinsberechtigung. Denn mehr als zwei Drittel aller Reisebüros haben keine Lizenz zum Ausstellen von Flugtickets (sind keine so genannten IATA-Agenturen). Diese Reisebüros müssen ihre Tickets beim Consolidator beziehen. Auch die meisten Internetportale wickeln ihre Reisen nicht selbst ab, sondern beauftragen hiermit einen Consolidator oder andere Dienstleister, man spricht dann von Fulfilment Center.
Für Privatkunden mit der Idee, über den Consolidator einen günstigeren Flugpreis zu erzielen, ergibt der Versuch, einen solchen ausfindig zu machen, jedoch keinen Sinn. Erstens ist durch die heute weitgehend vollautomatisierte Abwicklung die Spanne mit circa 5 Euro zu gering, als dass es sich lohnen würde, und zweitens ist keine Infrastruktur für die nötige Beratung vorhanden.
Der Consolidator ist die Schnittstelle zwischen Reisebüros und Fluggesellschaften
Ein Consolidator nimmt eine Vermittlerposition zwischen Reisebüro und Fluggesellschaften ein. Im Wesentlichen gehören folgende Aufgabenbereiche zum Consolidator-Geschäft:
- Verträge mit Fluggesellschaften
- Veröffentlichung und Pflege von Flugtarifen in Datenbanken
- Verträge mit Reisebüros
- Service, telefonische Beratung für Reisebüros
- Ticketerstellung (Etix, Tickethinterlegung, Papierticket …)
- Versandabteilung, Botendienst
- Buchhalterische Organisation

Durch die vielfältigen Aufgaben im Großkundengeschäft ist eine Betreuung von Privatkunden in der Regel nicht möglich. Eine Struktur für eine Endkundenbetreuung ist nicht vorgesehen und auch nicht erwünscht. Daher erhalten nur die Partner aus der Reisebürobranche Flugtickets zu Sonderkonditionen, nicht aber der Endkunde.
Für Reisebüros ohne IATA-Lizenz ist der Anschluss an einen Consolidator besonders wichtig. Ohne eine solche Lizenz ist ein Reisebüro nicht berechtigt, Flugtickets zu erstellen. Um diesen jedoch wichtigen Bereich in der Reisebürobranche abzudecken, erfolgt notwendigerweise ein Vertrag mit einem Consolidator. Für eine Grundgebühr, die weit unter der Provision des Reisebüros liegt, erstellt der Consolidator die Flugtickets, unter Beachtung der tariflichen Bedingungen.
Aber auch für Reisebüros mit einer IATA-Lizenz lohnt sich ein Vertrag mit einem Consolidator. Durch die hohe Anzahl der ausgestellten Flugtickets erhält ein Consolidator bessere Bedingungen für den Einkauf bei den Fluggesellschaften als ein Reisebüro. Diese Preise werden dann an die Reisebüros weitergegeben, die dadurch günstigere Reisen verkaufen können. Vor Jahren wurden Graumarktpreise mit Duldung der Fluggesellschaften an die Reisebüros kommuniziert. Mittlerweile ist ein ganzer Tarifdschungel neben den Published-Tarifen entstanden, wie zum Beispiel Nego-Tarife, Bulk-Tarife, Corporate-Tarife oder Unifares.
Trotz der Tendenz, dass Fluggesellschaften keine Provisionen mehr zahlen und selbst durch eigene Buchungssysteme über das Internet an die Direktkunden verkaufen, decken Consolidator einen sehr wichtigen Bereich in der Reisebranche ab. Da die Fluggesellschaften, bedingt durch ihr Streckennetz, nur ihre eingeschränkten Angebote veröffentlichen können, fehlt dem Endkunden oft der Überblick über die Tarifvielfalt der einzelnen Reiseziele. Ein Reisebüro mit einem Consolidator dahinter schafft hier die nötige Transparenz.

### Incoming-Agentur
Die Incoming-Agentur ist in touristischen Zielgebieten angesiedelt und vermittelt Reiseleistungen der Standortregion an ortsfremde Reiseveranstalter und Gäste. Die Incoming-Agentur steht den Gästen vor Ort zur Verfügung und wird auch als Zielgebietsagentur bezeichnet.

### Outgoing-Agentur
Die Outgoing-Agentur ist das in den Herkunftsländern der Touristen angesiedelte klassische Reisebüro; sie befasst sich mit dem so gen. „hinausgehenden Tourismus“ (von engl. outgoing tourism), das heißt, sie erstellt Reiseprogramme im In- und Ausland für ihre auf dem heimischen Herkunftsmarkt geworbenen Kunden.

### Geschäftsreisebüro
Dieses Reisebüro wird entweder als eigenständiges Unternehmen oder als Abteilung eines Vollreisebüros (sogenannter Firmendienst) auf die Anforderungen des Geschäftsreiseverkehrs von Unternehmen spezialisiert. Meistens werden neben der Reisevermittlung weitere Serviceleistungen wie Reiseplanung oder Dienstreiseabrechnung der Mitarbeiter erbracht. Der Begriff „Implant“ bezeichnet eine Reisebürofiliale in einem fremden Unternehmen.

### Reisestelle
Im Unterschied zu anderen Reisebüros, handelt es sich bei der Reisestelle um kein touristisches Unternehmen, sondern um eine Abteilung eines nichttouristischen Unternehmens. Reisestellen besitzen und können keine Lizenzen für den Verkauf von Flugscheinen und Fahrkarten erwerben, arbeiten daher meist mit dem Firmendienst eines Vollreisebüros zusammen.

### Online-Reisebüro
Einige Online-Reisebüros verzeichnen in den vergangenen Jahren große Umsatzzuwächse, andere erleben herbe Rückgänge, einige haben auch bereits wieder geschlossen. Sie bieten dem Nutzer die Möglichkeit, sich Reisen auch nach Feierabend oder am Wochenende zusammenzustellen und per Mausklick zu buchen. Viele Onlinereisebüros bieten auf ihren Internetseiten zudem umfangreiche Informationsangebote, so zum Beispiel Hotelbewertungen oder Ausflugstipps.
Rein technisch arbeiten Online-Reisebüros nach dem gleichen Prinzip wie konventionelle Reisebüros. Sie alle haben Zugriff auf sogenannte published GDS-Tarife und schlagen – wie auch die stationären Reisebüros – ein Service-Entgelt auf, um ihre laufenden Kosten zu decken. In vielen Fällen können Online-Anbieter nur eingeschränkt eine persönliche Beratung anbieten, einige haben hier in letzter Zeit jedoch mit Telefon-Hotlines und Live-Chat-Angeboten nachgebessert.

### Spezialreisebüros

#### Zielgruppen-orientiert
Das sind Reisebüros, die ihre Angebote bewusst auf spezielle Zielgruppen zuschneiden. Dies können bei Zielgruppen zum Beispiel Behinderte, Senioren oder Rollstuhlfahrer, Pflegebedürftige, Dialysepatienten, Sportreisen (Tennis- oder Fußballclubs und Ähnliches) sein.
Dabei bedienen sich diese Reisebüros entweder Spezialreiseveranstalter (wie z. B. BSK-Reisen GmbH, HandicapNet, Mare-Nostrum, Süße-Reisen etc.) oder werden selbst als Reiseveranstalter mit Spezialreisen tätig. Der Vorteil für betroffene Reisegäste ist, dass speziell auf ihre Zielgruppe zugeschnittene Angebote offeriert werden, die spezifisch erforderliche Rahmenbedingungen bewusst aufzeigen.

#### Zielland-orientiert
Es gibt eine Reihe von Reiseveranstaltern, die sich nur auf ein oder zwei Zielländer spezialisiert haben, um so ein hohes Produktwissen zu haben, das ihnen einen Vorteil gegenüber jenen Vertriebsarten schafft, die über alle Länder und Reisearten Bescheid wissen müssen. Diese Reiseveranstalter bieten dann spezielle Programme an, organisieren auch individuell zusammengestellte Reisen.

## Rückgang der Reisebüros
Nach einer Studie des Verbandes Internet-Reisevertrieb hatten 2014 bereits 37 Prozent der Befragten in der Vergangenheit schon einmal das Internet zur Buchung von Urlaubsreisen genutzt. 2000 waren es lediglich 2 Prozent. Bei der Deutschen Bahn stieg der Anteil des Internet-Vertriebs am Umsatz zwischen 2005 und 2012 von 7,9 auf 26,0 Prozent.
Die Zahl der stationären Reisebüros in Deutschland ging zwischen 2001 und 2013 um 31,7 % (von 14.235 auf 9.729) zurück. Sie erzielten 2013 einen Umsatz von 22,7 Milliarden Euro. 2017 gab es in Deutschland 9938 Reisebüros.
Das Reisebürowesen wird angesichts der Alternativen im Netz als altbacken charakterisiert.

## Sonstiges
Reiseveranstalter bieten Mitarbeitern von Reisebüros mehrere Möglichkeiten, ihre Produkte persönlich kennenzulernen:
- Informationsreisen – die jedoch in Deutschland unter bestimmten Bedingungen als Teil der Bezahlung vom Finanzamt betrachtet werden und versteuert werden müssen. Liegt ein zeitstraffes Besichtigungs- und Bildungsprogramm ohne Freizeitcharakter vor, wird diese Art von Weiterbildung steuerfrei anerkannt.
- Ermäßigungen auf reguläre Buchungen, die die vereinbarte Provision übersteigen: darunter fallen auch so genannte PEP-Angebote; viele Veranstalter gewähren jedoch diese zusätzlichen Preisnachlässe nur Mitarbeitern von Vermittlungsbüros, die einen gewissen (Mindest-)Umsatz pro Geschäftsjahr bei dem Reiseveranstalter buchen.
- Programmpräsentationen in Urlaubsgebieten.

Das erste Reisebüro Deutschlands wurde bereits 1863 in Breslau durch den Weltreisenden Carl Stangen eröffnet.

## Nationale rechtliche Regelungen

### Deutschland
Der Status eines Reisebüros beim Abschluss des Reisevertrages ist folgendermaßen geregelt:
- Das Büro wird als Handelsvertreter tätig und schließt Handelsvertreterverträge nach §§ 84 ff HGB ab; wesentliches Merkmal des Handelsvertreterstatus ist der so genannte Agenturvertrag mit Reiseveranstaltern, für die sie dann als so genannte Erfüllungsgehilfen auftreten; Handelsvertreter sind Abschluss bevollmächtigt; daraus ergibt sich auch eine höhere Reiseveranstalterbindung;
- Es kann des Weiteren als Handelsmakler nach §§ 93 ff HGB auftreten, die ohne Agenturverträge einen interessensneutralere Stellung einnehmen; Handelsmakler besitzen keine Abschlussvollmacht, sondern sind nur berechtigt, Vertragsangebote der Reiseinteressierten für den zu vermittelnden Reiseveranstalter entgegenzunehmen und weiterzuleiten.

Das Reisevertragsrecht wird durch § 651a ff BGB geregelt; hier werden Rechte und Pflichten der beiden Vertragsparteien (Endkunde und Leistungsträger, das Reisebüro ist aufgrund seiner reinen Vermittlertätigkeit hierin nicht involviert) dargestellt und erläutert.
Die Gründung oder Eröffnung eines Reisebüros erfordert in Deutschland keine spezielle Qualifikation. Mit einer Anmeldung beim Gewerbeamt öffnet es bereits seine Pforten. Allerdings sind für Reiseveranstalter andere Voraussetzungen notwendig. Will also ein Reisebüro auch Reisen veranstalten, muss es sich um diese zusätzlichen Voraussetzungen kümmern (beispielsweise um eine Insolvenzversicherung). In anderen Ländern gibt es durchaus unterschiedliche Voraussetzungen zur Eröffnung eines Reisebüros.
Die nach wie vor wichtigste Quelle für qualifiziertes Personal in Reisebüros ist die Ausbildung in diesen selbst zur Tourismuskauffrau/-mann (Privat- und Geschäftsreisen). Aber mit zunehmenden Maß arbeiten auch Fachhochschulabsolventen bei großen Reisebüros. Weitere Ausbildungsstätten sind Fremdenverkehrsfachschulen und -akademien. 2011 wurden die Ausbildungsinhalte an die neuen Anforderungen der Branche angepasst und der bisherige Ausbildungstitel Reiseverkehrskauffrau/-mann in Tourismuskauffrau/-mann (Privat- und Geschäftsreisen) umbenannt.
Das Jahr 2007 zeigte eine Entwicklung zu einem deutlichen Rückgang in der Ausbildung im Reisebüro selbst. Die Gründe liegen unter anderem in der mäßigen Bezahlung und der Belastung in diesem Beruf (Fortbildung nach Dienstschluss, psychische Belastungen durch Umsatz- und Kundendruck u. a.). Ältere Fachkräfte wechseln häufig den Beruf, da die Verdienst- und Aufstiegsmöglichkeiten sehr begrenzt sind.
Im Saarland müssen Reisebüros an allen (auch verkaufsoffenen) Sonn- und gesetzlichen Feiertagen geschlossen bleiben.